# Нахимовцы
«Нахимовцы» — российский семейный фильм Олега Штрома. Выход в широкий прокат состоялся 28 июля 2022 года. Фильм «Нахимовцы» получил гран-при XXXI международного кинофорума «Золотой Витязь» в номинации «Фильмы для детей и подростков».

## Сюжет
Фильм расскажет о братьях-близнецах, из семьи потомственных моряков, их отец хочет, чтобы они хорошо отучились в Нахимовском училище и отправились на морской флот моряками, но братьев это не устраивает и жажда веселья и лёгких денег в итоге приводит их к бандитам-суворовцам.

## В ролях
| Актёр               | Роль                |
| ------------------- | ------------------- |
| Сергей Гармаш       | Корнеев             |
| Андрей Мерзликин    | Андрей Логинов      |
| Анна Алексахина     | жена Корнеева       |
| Анна Дюкова         | учитель английского |
| Ольга Павловец      | Вера Логинова       |
| Александр Тютрюмов  | капитан-лейтенант   |
| Константин Раскатов | Валерий Гордин      |
| Иван Якименко       | Ренат Муратов       |
| Даниил Ходунов      | Семён Логинов       |
| Никита Ходунов      | Тимофей Логинов     |
| Иван Батарев        | Стас                |
| Василиса Шакунова   | Маша                |